# Пыльнов, Игорь Григорьевич
Игорь Григорьевич Пыльнов (9 мая 1935, Москва — 5 апреля 2025, там же) — заслуженный тренер СССР, по фехтованию на саблях, мастер спорта СССР, бронзовый призёр чемпионата СССР.

## Биография
Игорь Григорьевич Пыльнов родился 9 мая 1935 года в Москве. Завоевал титул бронзового призера на чемпионате СССР по фехтованию. Стал заниматься тренерской карьерой и в 1959 году начал работать тренером-преподавателем по фехтованию в московском городском совете общества «Спартак».
В 1964 году стал работать первым тренером олимпийского чемпиона Михаила Бурцева. О своём первом тренере Михаил Бурцев говорил как о человеке, который заменил ему отца и оградил от опасностей улицы. Под руководством наставника Бурцев выигрывал первенство Москвы, Спартакиады школьников, завоевал 2 место на Кубке Союза и на турнире во Франции.
В 1966 году стал работать в спортивной школе «Буревестник».
Ученики Игоря Пыльнова: победители юниорских первенств мира Петр Ренский, Мартин Ренский, Владимир Ермолаев, призер чемпионата Европы Илья Моторин. Игорь Пыльнов тренировал Елену Нечаеву и Елизавету Горст, которые становились неоднократными чемпионками мира и Европы.
Работал старшим тренером-преподавателем государственного образовательного учреждения дополнительного образования детей спортивной направленности города Москвы "Физкультурно-спортивное объединение «Юность Москвы».
Скончался 5 апреля 2025 года на 90-м году жизни.

## Награды и звания
- Медаль ордена «За заслуги перед Отечеством» II степени[1] (2011 год)[5]
- Ветеран труда[1]